# Легенды о Круге
«Легенды о Круге» — российский четырёхсерийный мини-сериал, посвящённый судьбе известного автора и исполнителя песен Михаила Круга.
Премьера состоялась 22 апреля 2013 года на Первом канале, повторный показ прошёл там же 10 января 2014 года. В апреле 2013 года фильму был посвящён выпуск программы «Пусть говорят»; тогда в студии актёры встретились со своими прототипами.

## Сюжет
1 серия. 2002 год, Тверь. После концерта, приуроченного к Дню города, Михаил Круг возвращается домой, где его поджидают убийцы. Преступление так и не было раскрыто. Десять лет спустя друг Михаила Алексей приглашает сценариста Матвея, чтобы написать книгу о популярном певце. Вместе они отправляются в Тверь, чтобы поговорить о Круге с теми, кого он любил, с кем дружил и ссорился.
2 серия. Алексей везёт Матвея на корабль, где в компании цыган отдыхает криминальный авторитет Седой — покровитель и добрый друг Михаила. Он горячо поддерживает идею написать книгу о Круге. Для него Михаил был героем: смелый, честный, прямой, его дом всегда был открыт. Но не всем был по нраву независимый характер певца, у него был конфликт по поводу отказа платить дань местному криминальному авторитету Арчилу, впоследствии улаженный Седым.
3 серия. Алексей предлагает Матвею познакомиться с музыкантами группы «Попутчик» — с этими людьми Круг объездил разные страны и давал концерты в тюрьмах. После серьёзной ссоры первая жена певца Марина уходит от Михаила. Люди, которые вкладывали в него деньги, принуждают её вернуться, и дают три дня на то, чтобы Михаил приступил к работе. У Марины есть ответ на вопрос: «Кому была нужна смерть Круга».
4 серия. Алексей привозит Матвея в храм который помогал строить Круг, чтобы завершить его строительство Круг некогда дал концерт позволяющий собрать нужные средства. Матвей хочет понять, почему Круга не было на телевидении. Друг Михаила, который помогал ему пробиваться в эфир, рассказывает, как Круг отказался нарядиться в мушкетёра ради участия в телевизионном новогоднем шоу и устроил там драку. На ТВ к нему относились с пренебрежением. О том, что Круг пишет рок-баллады и духовные песни, знали немногие. Историю знакомства, ставшего началом самой счастливой любви в жизни Михаила, Матвей узнает из первых уст — от Ирины.
В фильме звучат 13 песен Круга — в титрах песни указаны в авторском исполнении.

## В ролях
- Юрий Кузнецов-Таёжный — Михаил Круг
- Ольга Смирнова — Ирина Круг
- Дарья Калмыкова — Марина
- Диана Корсс — Светлана
- Александр Домогаров — Алексей, друг Михаила Круга
- Иван Добронравов — Матвей Жженов
- Александр Кузнецов — Сева
- Сергей Газаров — Арчил Батумский
- Владимир Зайцев — «Седой»
- Илья Древнов — отец Геннадий
- Группа Михаила Круга «Попутчик»
- Тина Куренкова — администратор на концерте

## Съёмки
Съёмки проходили в Твери, эпизод концерта снимался в ДК «Металлист», есть сцена на железнодорожном вокзале, кроме того, съёмки велись в реальном доме Круга, в его студии, а также была использована принадлежавшая ему машина.
По словам сценариста фильма Ильи Шиловского: «Поведение Иры меня удивляло. Я ей неоднократно звонил, предлагал встретиться, но она отфутболивала меня под разными предлогами».

## Мнения

### Положительные оценки
Особенной удачей фильма критики сочли образ главного героя — Михаила Круга сыграл малоизвестный артист Юрий Кузнецов-Таёжный, который сам является автором баллад в стиле русского шансона и участником различных музыкальных программ и конкурсов. Кузнецов оказался не только похож на своего героя, но и тронул какой-то узнаваемой и человеческой интонацией, которая понравилась и зрителям и тем, кто знал Михаила Круга.— Питер.тв
Журнал Андрея Малахова «StarHit» включил роль Александра Домогарова в этом фильме в его лучшие и запоминающиеся семь ролей.

### Критика
Критика касалась не столько фильма, сколько образа Михаила Круга, поданного в нём:
Сестра и вдова главного исполнителя «Владимирского централа» числятся консультантами «Легенд», однако мнения женщин о том, каким был Круг, не спрашивали. Они вообще узнали о съёмках случайно. Актриса Ольга Смирнова, которой досталось сыграть последнюю любовь певца, позвонила своему прототипу Ирине. Та вскинулась: мол, это что за номера? Заполучила сценарий и обомлела. Её Михаил ботал по фене, хотя в повседневной жизни, как она помнит, даже не выражался. А еще он в будущем кино дрался с кавказцами, гнул пальцы и ловко обтяпывал тёмные делишки. В общем, представал не с лучшей стороны. Вдова с сестрой пригрозили, что подадут в суд.

Миша — он не такой. Он добрый, юморист, он шутил, он песни очень лиричные писал, а в сценарии указан немножко блатного типа персонаж. Действительно, интересных эпизодов из Мишкиной жизни в фильме нет, но с нами не советовались, сценарий нам уже показали готовый, — поделилась с нами Ольга Медведева.— Ольга Медведева, сестра Михаила Круга

Плохой сериал. Может, там всё верно с точки зрения событий, но снято топорно. И главный герой получился какой-то плоский. Внешне похож, а психологически — нет. Мишка интересен тем, что он мог быть разным.— директор Ярославского камерного театра Юрий Ваксман, знакомый Михаила Круга (в песне «Ярославская» есть строка: «Поехали в «Свечу», нас Ваксман ждёт»)
Отмечалось, что вышедший в 2012 году сериал «Пётр Лещенко. Всё, что было…» был снят «вроде „Легенды о Круге“, только уголовников в сюжете поменьше, а реконструкторов побольше».